# Midila sympatrica
Midila sympatrica là một loài bướm đêm trong họ Crambidae.